# Erdőmeg
Erdőmeg (szlovákul: Záhorce) község Szlovákiában, a Besztercebányai kerületben, a Nagykürtösi járásban. Erdőmeg és Erdőszelestény egyesítésével jött létre a település mai területe.

## Fekvése
Nagykürtöstől 11 km-re délre, a Kürtös patak jobb partján fekszik.

## Története
1236-ban "Zachara" néven említik először, ezután felváltva hol Erdőhát, hol Zahora néven szerepel az oklevelekben. Birtokosai a Balassa és a Zichy családok voltak.
Vályi András szerint "Zahorcze. Tót falu Hont Várm. földes Urai Gr. Balassa, és Gr. Zichy Uraságok, lakosai katolikusok, fekszik Szilhez közel, mellynek filiája; határja középszerű, legelője, ’s fája van elég."
Fényes Elek szerint "Záhora, Honth vm. magyar-tót falu, ut. p. B. Gyarmathoz 3/4 mfd., 139 kath., 271 evang. lak. F. u. gr. Zichy és b. Balassa."
1907-ben egyesítették Erdőmeg és Erdőszelestény községeket.
A trianoni békeszerződésig Hont vármegye Ipolynyéki járásához tartozott. 1938 és 1945 között újra Magyarország részévé vált.

## Népessége
| Év:            | 1994. | 2004.   | 2014.   | 2024.   |
| -------------- | ----- | ------- | ------- | ------- |
| Emberek száma: | 762   | 722     | 661     | 633     |
| Eltérés:       |       | -5,24 % | -8,44 % | -4,23 % |

| Év:            | 2023. | 2024.   |
| -------------- | ----- | ------- |
| Emberek száma: | 653   | 633     |
| Eltérés:       |       | -3,06 % |

1910-ben 806, többségében szlovák anyanyelvű lakosa volt, jelentős magyar kisebbséggel.
2001-ben 740 lakosából 705 szlovák és 25 magyar volt.
2011-ben 677 lakosából 631 szlovák és 30 magyar volt.
2021-ben 669 lakosából 634 szlovák, 19 magyar (2,84%), 3 olasz, 1 cseh, 1 orosz, 1 román, 10 ismeretlen nemzetiségű volt.

## Nevezetességei
- Evangélikus temploma a 18. század végén épült klasszicista stílusban.